# ویکتوریا، شهرستان گرین، ایندیانا
ویکتوریا (به انگلیسی: Victoria) یک منطقهٔ مسکونی در ایالات متحده آمریکا است که در شهرستان گرین، ایندیانا واقع شده‌است. ویکتوریا ۱۶۳٫۹۸ متر بالاتر از سطح دریا واقع شده‌است.